# Yongsheng
Yongsheng, tidigare stavat Yungsheng, är ett härad som lyder under Lijiangs stad på prefekturnivå i Yunnan-provinsen i sydvästra Kina.